# Zeinek gehiago iraun
Zeinek gehiago iraun (en basc Qui aguanta més) és un curtmetratge d'animació dirigit i produït per Gregorio Muro. Realitzat en basc, ha participat en més de 150 certàmens i festivals d'arreu del món, en els quals ha rebut nombrosos guardons així com reconeixement de crítica i públic. Va ser un dels quatre nominats finalistes en la vint-i-sisena edició dels Premis Goya com a millor curt de animació. Fou nominat alGoya al millor curtmetratge d'animació.

## Sinopsi
Narra la història d'Ander, un noi que jugant amb els seus amics en les vies del tren a un perillós joc infantil sofreix un accident, que li va produir una discapacitat. Aquest succés marcarà la seva vida i la de la seva família per sempre.